# 고조 세아라
고조 세아라(일본어: 光上 せあら, 1988년 1월 10일 - )는 일본 여성 아이돌 그룹 「せあらーずエンジェル」리더이다. TWIN PLANET 소속.

## 개요
- 2004년, 10월생으로서 에이벡스 아티스트 아카데미에 입학.
- 2005년, 봄에 동교 스칼러쉽 오디션에 합격하였으며, 에이벡스의 쇼케이스 라이브에 aaa 학생 대표로 출연.
- 2011년, SDN48 제3기생 오디션에 합격해 멤버에 가입한다(2012년 3월 31일까지 활동).
- 2012년 10월 5일, 아스트로 홀에서 열린 라이브에서 그때까지 활동해 온 밴드를 일단 해산하였으며, '제2기의 시작'으로서 밴드 멤버 '신생 세아라즈 엔젤'에 참가해 '섹시한 선배'를 맡아 활동해 나간다고 발표했다.
- 2012년 11월 16일, 오모테산도 GROUND에서 열린 아키타 카즈에의 첫 원맨 라이브 '예술의 가을, 식욕의 가을, 스포츠의 가을, 그렇지만 역시 제일은···인가의 가을는, 진짜?'(芸術の秋、食欲の秋、スポーツの秋、でもやっぱり一番は・・・かずちぃの穐って、ほんまぁ〜？！)에 게스트로 출연했으며, 전 SDN48 멤버 아키타 카즈에가 소속한 TWIN PLANET으로 이적할 것을 발표했다.

## 인물
- 취미는 요리. 특기는 대식.
- 생후부터 유년 시절은 교토부에서 자랐으며, 초등학생의 무렵에 나고야시으로 이사하게 된다.
- 과거에 1주 동안만 유도를 했던 적이 있다.
- 어렸을 적부터 노래를 좋아했다.
- 나고야 시의 어떤 고등학교에 진학하는 것도 '자신이 가질 직업은 가수밖에 없다!'라고 결정해 입학해 반년이 안 돼서 도쿄의 고등학교로 전학하였다. 그러나 또 다른 고등학교로 전학 갔기 때문에 고등학교는 세 번 바뀌었다.
- 모친은 교토 대학의 대학원 출신이다.
- 아키타 카즈에와 新生せあらーずエンジェルとおいろけ先輩를 결성을 했다.

## 출연

### 텔레비전
- 드라이브 A GO! GO! (2010년 1월 16일, TV 도쿄) 게스트

### 영화
- 10억엔 번다 (2010년 11월 20일, 에이벡스 엔터테인먼트, 감독·각본·주연 : 텔리 이토)

### 라디오
- 아직도 고체 섞어! ~모일 수 있는 얀 얀~ (MBS 라디오, 2010년 10월 9일 ~ 2011년 4월 9일)

## 디스코그래피

### 싱글
1. JOY (2007년 7월 25일)
2. 1 to 3 (2007년 11월 3일)※1000매 완전 한정 생산
3. 君となら絶好調 (2009년 2월 4일)

### 참가 작품
미트코와 세아라 (with 히비키의 이제 1명) 명의
1. アゲきゅんLOVE (2009년 11월 4일)

SDN48 명의
1. MIN・MIN・MIN (2011년 8월 17일)
  - 「アバズレ」- 언더걸즈 B 명의
2. 口説きながら麻布十番 duet with みの もんた (2011년 12월 28일)
  - 「カシャーサで自白する」- 언더걸즈 B 명의
3. 負け惜しみコングラチュレーション (2012년 3월 7일)
  - 「クリクリ」- 언더걸즈 A 명의
  - 「終わらないアンコール」